# مارينا بيندكت
مارينا بيندكت (بالإنجليزية: Marina Benedict)‏ هي مصممة رقص وممثلة أمريكية، ولدت في 12 أغسطس 1960.

## وصلات خارجية
- مارينا بيندكت على موقع IMDb (الإنجليزية)
- مارينا بيندكت على موقع قاعدة بيانات الفيلم (الإنجليزية)